# Ilja Iwanowitsch Sadofjew
Ilja Iwanowitsch Sadofjew (russisch Илья Иванович Садофьев, wiss. Transliteration Il'ja Ivanovič Sadof'ev; geb. 12. Juli 1889 in St. Petersburg, Russisches Kaiserreich; gest. 17. Juli 1965 in Leningrad, UdSSR) war ein russischer sowjetischer Dichter und Übersetzer, Journalist und Arbeiterkorrespondent. Der proletarische Dichter wurde als Sohn eines Bauern geboren. In der frühen Sowjetzeit als ein aktiver Mitarbeiter des Leningrader Proletkult und der literarischen Gruppe Kosmist veröffentlichte er verschiedene Gedichtbände, nach dem Krieg weitere Gedichtbände. Er ist auf dem Bogoslowskoje-Friedhof in Sankt Petersburg begraben.
Sadowjew gehörte zu denjenigen sowjetischen Dichtern, die in ihren Werken die Heilige proletarische Dreifaltigkeit (Святая Пролетарская Троица) beschworen.
Ab 1917 hatten sich die russischen Bauern spontan gegen den Zarismus erhoben, womit sie zum Sieg der Bolschewiki beitrugen. In der autonomen bäuerlichen Zivilisation sahen die Bolschewiki – in der Darstellung nach Das Alltagsleben der russischen Bauern von der Revolution bis zur Kollektivierung (1917–1939) von Nicolas Werth – nichts als Barbarei und Kretinismus und sie entsandten „kulturelle Kreuzzüge“ gegen sie, atheistische Missionare und junge Kommunisten, die das Analphabetentum „liquidieren“ und in den Dörfern den 1. Mai, die „proletarische Dreifaltigkeit“, feiern sollten. Zur Brechung des Widerstands führte das sowjetische Regime schließlich die Zwangskollektivierung der ländlichen Gebiete durch.
Die Autorin Swetlana Grigorjewna Semjonowa stellt fest, dass die Umwidmungen christlicher Heiligtümer aus menschlicher Pietät zwar kurios seien, aber für die proletarischen Dichter selbst durchaus ernst und andächtig, sie zitiert I. Sadofjew: 

«Над нами реет Святая Пролетарская Троица:
Отец — бессмертный Маркс, сын — великий Ленин
И дух — коммуна в знаменах узрится.»

„Die Heilige proletarische Dreifaltigkeit schwebt über uns: Der Vater — der unsterbliche Marx, der Sohn — der große Lenin und der Geist — die Kommune in den Fahnen.“

## Werke (Auswahl)
- Песни Митька / Pesni Mit'ki [Die Lieder von Mit'ka], 1917
- Динамо-стихи  / Dinamo-stichi [Dynamo-Verse], 1918
- Огни  / Ogni [Feuer], 1924
- Звонкая кровь  / Zvonkaya krov' [Rauschendes Blut], 1927
- Песня о Родине (избранные стихотворения) / Pesnja o Rodine. Izbrannye stichotvorenija [Ein Lied über die Heimat. Ausgewählte Verse], 1953
- Стихотворения  / Stichotvorenija [Verse], 1956